# 克氏褐蛇鳗
長尾鞭鰻，又稱盲蛇鰻、克氏褐蛇鰻，為輻鰭魚綱鰻鱺目糯鰻亞目蛇鰻科的其中一種。

## 分布
本魚分布於印度西太平洋，包括南非、阿拉伯海、台灣、日本南部等海域。

## 特徵
本魚身體延長，單色；眼小在皮下；吻尖短，上唇邊緣無摺。齒細小，圓錐狀，上下頜骨前方2列，後方1列。鋤骨齒為不規則之2列；前上頜骨齒成一束狀。背鰭起點在鰓裂之前。無胸鰭和尾鰭。口裂超過演之後緣。體長為體高之64倍，頭長之23倍；頭長為吻長之9倍；吻長為眼徑之1.6倍。體上側為黃褐色，下側較淡，背鰭、臀鰭白色。體長可達54公分。

## 生態
本魚棲息在淺海及河口區之泥質海底，以甲殼類與軟體動物為食。

## 經濟利用
無任何經濟價值。